# Фаэты
«Фаэ́ты» — фантастический роман Александра Казанцева, объединяющий несколько жанров, включая космическую оперу, роман-предупреждение и утопию. Критиком М. С. Галиной характеризовался как эпопея. Написан в период с октября 1968 года по февраль 1971 года, печатался в периодических изданиях, отдельное издание последовало в 1974 году, впоследствии роман неоднократно переиздавался, переводился на ряд европейских языков.
Роман представляет собой трилогию, действие в частях которой происходит, соответственно, за миллион лет до нашей эры, 13 000 лет назад и в XXI—XXII веках. В первой части повествуется о гибели пятой планеты Солнечной системы Фаэтон из-за ядерного взрыва океанов. Уцелели только фаэты, отправленные в космическую экспедицию на Землю и Марс. Трое космонавтов — в том числе мужчина Аве и женщина Мада (намёк на Адама и Еву) — являются основателями земного человечества. Вторая часть, действие которой происходит спустя миллион лет, посвящена экспедиции обитателей Марса на Землю, где живёт первобытное человечество. Марсиане-фаэты уцелели в подземных городах, заново открывают энергию ядерного распада и начинают Миссию Дружбы на соседней планете. Спустя миллион лет после гибели Фаэны её спутник Луна угрожает падением на Землю; прибывшие фаэты устраивают взрыв звездолёта пришельцев с далёкой звезды и ценой огромной катастрофы (гибели Пацифиды) спасают планету, «привязав» к ней новый естественный спутник. Пришельцы остаются в памяти землян как Кетцалькоатль, Кон-Тики и даже Шива, научившие их множеству культурных навыков, в том числе йоге. Главные герои второй части — Инко Тихий и Эра Луа — погружаются в криосон, их обнаруживают герои третьей части — советские люди XXI века. По подсказкам Инко они находят в пещерах Марса вырождающуюся и угасающую цивилизацию фаэтов, для которых переустраивают планету, перебрасывая через космос земные ледники.
Роман получил высокие оценки читателей и критиков, несмотря на то что содержал ряд паранаучных идей, касающихся палеоконтакта и развития древних цивилизаций. А. П. Казанцев развивал ряд популярных в середине XX века учений, в том числе «нового матриархата» и пропаганды вегетарианства.

## Сюжет
Роман состоит из трёх книг. Первая и вторая книги объявлены переводами с языка фаэтов, записи которого получены со спутника «Чёрный Принц». Звучание ряда слов намеренно приближено к земным языкам.

### Книга первая: «Гибель Фаэны»
На пятой планете Солнечной системы — Фаэне — идёт противоборство двух сверхдержав: Властьмании и Даньджаба, расположенных на разных континентах. Фаэты — жители планеты — разделены на две расы: «длиннолицых» («высшая раса») и «круглоголовых» («низшая раса»), обе расы одновременно проживали на двух континентах. Властьмания расположена на континенте «Древних», а Даньджаб — на континенте «Культурных», которые считают «древних» варварами. «Культурные» создали идеологию «Свободы» и боролись за равноправие, тогда как диктатор Властьмании Яр Юпи (фамилии на Фаэне давались по именам небесных тел) создал «Учение ненависти». Великий круглоголовый Ум Сат, открыв управляемую ядерную реакцию, передал технологии обеим державам, рассчитывая на «равновесие страха», однако на планете разразился демографический кризис. Ум Сат считал, что ядерная война неизбежна, и изо всех сил изыскивал пути спасения цивилизации. Яр Юпи, исходя из своих политических целей, объявил о громадных ассигнованиях на космическую программу, чтобы переселить излишки населения на соседние планеты Мар и Зему. Около Мара противоборствующие державы построили космические базы «Фобо» и «Деймо». Диктатор провозгласил Ума Сата «почётным длиннолицым» и назначил главой космической экспедиции.
Девятьсот шестьдесят второй правитель Даньджаба Добр Мар оправдывал своё имя. Его привели к власти спецслужбы, представлявшие военно-промышленную группировку «невменяемых», которые хотели развязать ядерную войну, чтобы избавиться от Властьмании и получить пространство для расселения круглоголовых. Добр Мар изо всех сил оттягивал войну и подыскивал работу и жилища чрезмерно увеличившемуся населению. Однако его куратор-разведчик Куций Мерк должен заставить правителя исполнить условие, по которому он получил власть: первому нанести ядерный удар. Куций Мерк разработал план уничтожения автоматической системы противоракетной обороны Властьмании: используя для прикрытия сына правителя — Аве Мара, — пробраться в Логово Яра Юпи и подорвать портативный ядерный заряд.
Куций Мерк устроил встречу детей правителей: астронома-идеалиста Аве Мара (сына Добра Мара) и Мады Юпи (дочь Яра Юпи), подбросив Уму Сату идею поженить их. Узнав об этом, племянник диктатора и офицер Охраны Крови Яр Альт, мучимый ревностью, убил Куция Мерка. Пули Яра Альта повредили ядерное устройство, которое разведчик носил на себе, притворяясь горбуном; далее Яр попытался дорезать Куция стилетом. Затем офицер попытался убить Аве и Маду и пал от собственных отравленных пуль. После этих событий влюблённые вошли в состав межпланетной экспедиции во главе с Умом Сатом: диктатор хотел таким образом спасти дочь от ужасов ядерной войны. В состав экспедиции вошли трое «высших» и трое «культурных»: кроме Ума Сата, Аве Мара и Мады Юпи, ещё создатель космического корабля «Поиск» инженер Гор Зем; пилот Смел Вен; специалист по связи и поэт Тони Фаэ.
Оказавшись на Земе, экспедиция признаёт планету пригодной для жизни; однако здесь не было ночного светила, подобного Луа на Фаэне. Здесь произошёл конфликт со Смелом Веном, который был влюблён в Маду и оскорблён тем, что она предпочла «ничтожного полукровку» Аве. Он попытался сместить Ума Сата и сам сделался главой экспедиции. Тем временем супруги сняли скафандры, стали дышать воздухом Земы и питаться её плодами и пришли к выводу, что новый мир полностью готов принять фаэтов. Однако, сделавшись свидетелями охоты кошачьих хищников на копытных, фаэты усомнились, что попали в обретённый рай. Конфликт был разрешён, когда на фаэтов напали местные питекантропы: Гор Зем, несколько похожий на них, понравился смышлёной самке Дзинь, но остальные «фаэтообразные» растерзали Смела Вена; Аве, Мада и Тони были захвачены в плен. Используя приёмы фаэтской борьбы, Гор Зем освободил пленников.
На Фаэне устройство Куция Мерка сработало в нештатном режиме: автоматика принимает решение о начале ядерной войны. Противоракетная оборона Даньджаба перехватила восемьсот властьманских ракет с ядерными зарядами, но двести прорвались к своим целям, опустошив целый континент. Даньджабская автоматическая система нанесла удар возмездия. Чудом выживший Куций Мерк (у которого было два сердца; стилет Яра Альта поразил лишь одно из них) мстит, повесив диктатора Яра Юпи в его бункере, транслируя акт возмездия по телевидению. После начала войны на Фаэне марианские орбитальные базы Фобо и Деймо развязывают войну в космосе и обмениваются ракетами с ядерными зарядами, в качестве носителей используя все транспортные корабли, израсходовав всё топливо, но система защиты уничтожает все пущенные ракеты. Умирающий от инсульта Добр Мар в последний момент приказывает привести в действие бомбу судного дня.
Фаэты на Земе ожидают вестей с родины: «электромагнитная связь» оборвалась. На ночном дежурстве Тони Фаэ видит на месте Фаэны новую звезду; Аве сообщает, что термоядерная реакция «зажгла» океаны, полностью уничтожив планету. Эту опасность Ум Сат предвидел и безрезультатно предупреждал Яра Юпи и Добра Мара. На базе Деймо женщины подняли бунт и объявили, что нет более длиннолицых и круглоголовых: осталась лишь горсточка фаэтов, желающих выжить. Гор Зем отрекается от техники и цивилизации, уходя жить к «фаэтообразным». Жёны сотрудников баз Фобо и Деймо решили колонизировать Мар, сохранив технологическую цивилизацию, и обратились к экипажу «Поиска» о помощи. Гор Зем, проведя расчёты, приходит к выводу, что «Поиск» сможет долететь до орбитальных баз, увезя лишь двоих фаэтов. В противном случае корабль не сможет произвести посадку на Мар, так как на Деймо нет топлива. Аве и Мада решили остаться на Земе, населив её своими потомками и посвятив себя служению ещё не рождённым поколениям. Уму Сату предстояло возглавить цивилизацию фаэтов на Маре, а пилотом избрали Тони Фаэ. Поскольку «фаэтообразные» продолжали нападать на людей, Гор Зем, победив вожака, увёл их стадо подальше от жилища Аве, Мады и их сыновей Ава и Авика. Лишь много лет спустя Ав по прозвищу Змей встретил говорящих на искажённом языке Фаэны «фаэтообразных», у которых был характерный для Гора Зема речевой дефект. На Маре Ум Сат навечно воспретил исследования в области ядерного распада и ракетной техники; все силы фаэтов-мариан стали уходить на приспособление суровой планеты для человеческой жизни, в том числе постройки каналов.

### Книга вторая: «Сыны Солнца»
Изложение ведётся от имени фаэта Инко Тихого, уроженца Мара, живущего через миллион земных лет (и полмиллиона марианских) после гибели Фаэны. Его рассказу предпослана история мексиканского города Толлы, где человеческими жертвоприношениями желают умилостивить блуждающую звезду «Сердце Неба», грозящую гибелью всему миру. Инко — ученик астронома Вокара Несущего и однокашник амбициозного Нотара Крика (Нота Кри), которые обнаружили, что давно лишившаяся орбиты Луа грозит столкновением с Земой. Атмосфера Мара слишком разрежена, чтобы быть защитой от метеоритов и болидов, поэтому астрономы постоянно патрулируют небесный свод. Инко и Нот Кри соперничают из-за любви Кары Яркой (Кары Яр). Инко осмелился бросить вызов официальной доктрине, согласно которой мариане зародились в тёплых недрах планеты: он полагает, что мариане — венец эволюции инопланетной жизни и оказались на бедном усыхающем Маре, прибыв туда неведомым путём. Другие считают это лишь детскими сказками. По мнению Инко, метеориты — осколки погибшей Фаэны, а Луа — её бывший спутник. Мариане живут в подземных городах, выходя на поверхность лишь в скафандрах, однако под светом Сола возможно выращивание злаков, орошаемых водами полярных ледяных шапок через подземные каналы, прорытые поколениями мариан. Города мариан управлялись Советами Матерей, ибо матери — подательницы Жизни — воспитывают в марианах чувство Долга, завещанного сказочным героем Тони Фаэ. Матери следят, чтобы на Маре никогда не было убийств (в том числе для пищи) и не велось исследований в области ядерных реакций и реактивного движения, дабы не повторить судьбу забывшей Долг цивилизации на Фаэне. Кара Яр подтверждает истинность мыслей Инко. Однако Нот Кри донёс на Кару Совету Матерей, которым руководит Мона Тихая — мать Инко. После обвинения сына, что матери обрекают на смерть миллиарды жителей Земы, она вопреки своему желанию отвела отступников в тайную пещеру, где Ум Сат сохранил старое знание фаэтов. Нот Кри утверждает, что у мариан не хватит умений и ресурсов заново построить корабль наподобие «Поиска». Инко парирует тем, что «Поиск» сохранился и используется в качестве шлюза заброшенного Города Жизни (первого на Маре), может быть восстановлен и направлен на Зему. В Миссию Дружбы, как и миллион лет назад, были назначены шестеро мариан — сам Инко Тихий, Нотар Крик, Кара Яркая, а также Ива Тихая (сестра Инко), врач Эра Луа и инженер-пилот Гиго Гант. Первой их целью стали заброшенные базы Фобо и Деймо.
При первом контакте с земянином по имени Чичкалан этот земянин назвал Инко Топельцином, считая его одновременно богом и своим другом, которого ранее принесли в жертву, чтобы умилостивить Сердце Неба. Чичкалан, когда мариане изучили его язык, подсказал, что Миссия Разума может воспользоваться местными суевериями. Инко, почитаемый как божество, занялся просвещением местных жителей, запретил жертвоприношения. Бывшая возлюбленная Топельцина по имени Шочикетсаль ревнует его двойника к Эре Луа. Когда Инко раскрывает ей своё происхождение, Шочикетсаль понимает только то, что ей предпочли небесную богиню, и идёт на поклон жрецам, жаждущим реванша. Марианам приходится спасаться бегством в свой корабль и поспешно менять место дислокации, Гиго Гант был ранен; случайно с фаэтами-марианами оказался и Чичкалан. Но земяне в результате лишь убедились, что это было явление богов, которые обещали вернуться. Нот Кри, анализируя причину неудачи миссии, объяснил её зловредной сущностью земян, которые произошли не от фаэтов, а от фаэтообразных. Инко же утверждал, что это фаэты неправильно спланировали свою миссию. Переместившись к побережью океана, мариане вступили в контакт с племенем кагарачей. Отныне имя Инко превратилось в титул, аборигены назвали его Кон-Тики, и он стал править во вновь построенном Городе Солнца. Мариане научили земян выращивать кукурузу, привезённую с родной планеты, использовать металлы. Нот Кри запретил передавать землянам идею колеса, зато мариане впервые в жизни познакомились с мореплаванием и использованием паруса. Первый земной звездовед Тиу Хаунак поразил Инко своими расчётами, показав оптимальное время оборота Луны вокруг Земли, используя венерианский цикл. Тиу просит сделать Миссию Дружбы бессрочной, предложив женить Инко на Эре Луа: впервые герой понимает мотивы, почему нетренированная девушка отправилась с ним в опасное путешествие и почему Матери дозволили это. Однако Инко чуть было не потерял Эру, ибо влюблённая в него охотница Има захотела убрать соперницу и была предана суду. Кара Яр приговорила её к браку с Тиу Хаунаком и забвению Кон-Тики. Мариане и избранные земляне стали править совместно; в память о Миссии Дружбы Тиу Хаунак воздвиг Ворота Солнца, полные символических смыслов.
Тем временем на Маре матери Инко и Эры — Мона Тихая и Лада Луа — возвращаются в тайник Города Жизни, который не открыли участникам Миссии Дружбы. Получив известия с Земли, они инициировали постройку «Поиска-2», но, чтобы он смог совершить свою миссию, они должны раскрыть тайну атомного распада. Здесь возник конфликт между Киром Ярким — хромым горбатым братом Кары — и Моной, поскольку Кир одержим Земой, а Мать полагает земян лишь животными, имеющими облик фаэтов. Но ей пришлось смириться с волей шестерых участников Миссии Дружбы, потребовавших изменить орбиту Луа в соответствии с планом. Однако в тайнике Ума Сата не оказалось готового реактора, и его предстояло разработать заново. Фаэты уложились в срок; в экипаж «Поиска-2» вошли Мона Тихая, Кир Яркий и Линс Гордый — первый за многие тысячелетия физик-ядерщик на Маре, расшифровавший древние фаэнские тексты. Они долетели до Луны и обнаружили там гигантский звездолёт неведомых пришельцев, которых Кир назвал «Ихха». Мона, предвидя, что мощность привезённого ими ядерного заряда будет недостаточной, решила взорвать корабль Ихха, сохранивший «двигатели распада», а также древнюю базу фаэтов с запасами ядерных бомб. После подрыва и перемещения Луны по орбите на поверхность Земли обрушился град каменных обломков. Во время разрушения Города Солнца погибла Кара Яр, в чём Нот Кри обвинил Инко. Из-за сильнейшей магнитной бури «Поиск-2» сел в другом полушарии, в Стране Храмов. Здесь от радиоактивного излучения умер Кир Яркий, а Мона решила развеять его прах над рекой, протекавшей через страну. Когда удалось наладить связь с Миссией Дружбы, оказалось, что затонул материк, соседствующий с тем, на котором расположен Город Солнца, а космический корабль «Поиск» погиб в жерле проснувшегося вулкана. Гиго Гант построил мореходный корабль, но сам с Ивой Тихой остался править инками. Уцелевший Чичкалан с женой и Инко с Эрой Луа, потерпев крушение в урагане, при котором погиб Нот Кри, добрались на плоту на остров Фату-Хива, уцелевший после затопления континента Мо. Чичкалан знал язык его обитателей, ибо его мать была родом из этих мест. Инко и Эре удалось добраться до Индии, где Мону Тихую почитали как богиню Шиву (легенда о множестве рук возникла под впечатлением от манипуляторов её скафандра). Фаэты приняли решение вернуться на Мар, оставив Земе предупреждение о судьбе Фаэны.

### Книга третья: «Солнечное племя»
Действие начинается спорами археолога Галактиона Петрова и молодого инженера Даля Петрова — его младшего брата, который обосновывал гипотезу палеоконтакта, ссылаясь на древнейшие сказания народов всех материков и изображения людей в скафандрах. Упоминал он и о спутниках, запущенных не США и не СССР. Спустя несколько десятилетий начинается исследование инопланетного космического аппарата — так называемого «Чёрного принца», которым руководит космонавт Георгий Петрович Крутогоров: очевидная аллюзия на Георгия Берегового. Оказалось, что аппарат был построен древними марсианами десять тысяч лет назад, содержа послания о гибели Фаэтона и Миссии Дружбы. Далее началась экспедиция на Марс, в которой участвовали Крутогоров и старший и младший Петровы. На орбите они обнаружили огромную космическую станцию, где покоятся замороженные тела мужчины и женщины. На первых порах земляне считают, что найденные артефакты созданы древними обитателями материка Мю. Учёные отключили аппараты анабиоза, вернув Инко Тихого к жизни. Он поведал, что произошло с ним после возвращения из Миссии Дружбы. Инко и Эра, вкусив жизни на открытом воздухе под Солнцем, больше не могли жить в душных пещерных городах. Они ещё раз летали на Зему, неся свет цивилизации древним шумерам, у которых Инко был известен как Оаннес. После вторичного возвращения Совет Матерей объявил, что землян невозможно перевоспитать, а их визиты погубят мариан, и запретил любые посещения Земы и вообще космические полёты. Инко и Эра были заморожены на орбите в ожидании землян, покоривших космическое пространство.
Изложение в финальных главах вновь ведётся от имени Инко Тихого. Пробудить Эру Луа не удалось, было решено попытаться сделать это на Земле. Инко указал Крутогорову и Петровым место Города Жизни, его беспокоит, что Мар превратился в пустыню, иссякли каналы, в оазисах не видно людей в скафандрах, возделывающих растительность. И всё-таки мариане уцелели. Их выродившиеся потомки проповедуют Учение Страха, завещанное великой пророчицей Моной. Оказалось, что запрет на полёты на Землю нарушался не раз и не два, но все впечатления были сугубо негативными, и недальновидность Советов Матерей и новой касты жрецов загнала мариан-фаэтов в подземелья, остановив развитие циливилизации. Далее действие переносится через пятьдесят лет, когда землянам удалось восстановить механизмы биованны и пробудить Эру Луа, это сделал Неон Петров — сын Даля. Сам Даль участвует в освобождении Антарктиды от ледяного щита. Воссоединившиеся супруги направлены на Марс кораблём «Марзем-119». С марианами-фаэтами удалось договориться: теперь Земля пришла с новой Миссией — восстановления на Марсе атмосферы и биосферы. Для этого марсиане начали перерабатывать подземное Море Смерти — глобальный океан аммиака, залегающий под всей поверхностью Марса, которым пользовались ещё последние фаэты. Земляне перебрасывают на Марс ледники Гренландии и Антарктиды. Инко и Эра были представлены Первой Матери Роне. Далее произошло непредвиденное: сохранявшая ранее молодость Эра Луа старела на глазах и внешне перестала отличаться от Инко, который биологически прожил на полвека больше. Но она ещё успевает увидеть первый дождь на Марсе. После её смерти Инко помещает Эру Луа в прозрачный саркофаг в космосе, чтобы в положенный срок соединиться с ней навечно.
Инко и Даль Петров получают лечение от старости. Три четверти века потомок фаэтов и мариан исправлял ошибки своих предков, а землянин проводил в буквальном смысле «космическое переливание крови», перебрасывая на Марс часть гидросферы Земли. В финале Инко прилетает на Марс на корабле «Марзем-976», чтобы присутствовать там в момент, когда мариане впервые в жизни выйдут на открытый воздух и увидят текущие воды.

Даль отвечает мне:

— Прав, тысячу раз прав один из наших видных учёных, говоря, что «нельзя допустить, чтобы люди направляли на своё собственное уничтожение те силы природы, которые они сумели открыть и покорить».

## История создания и публикации
В предисловии к своему роману А. П. Казанцев утверждал, что изначальный замысел возник во время беседы с Нильсом Бором в конце 1961 года. Писатель поинтересовался мнением учёного о теории, что пояс астероидов — остатки разрушенного в ходе ядерной войны Фаэтона, на котором сдетонировали радиоактивные изотопы водорода, содержащиеся в Мировом Океане. Бор ответил, что не исключает такой возможности, но даже если это и не так, ядерное оружие должно быть запрещено. «Он сразу понял всё! Если планета погибла от взрыва океанов, то на ней была цивилизация, уничтожившая сама себя в результате ядерной войны». В автобиографии «Пунктир воспоминаний» описаны причины общения с Н. Бором: А. Казанцев организовывал встречу московских писателей с великим физиком. В той же автобиографии писатель утверждал о большом влиянии на него идей Циолковского о непременном расселении разума во Вселенной. Далее замысел усложнялся и дополнялся — например, включив гипотезу астронома Ф. Зигеля, что Марс, Луна и Фаэтон составляли трёхпланетную систему, вращавшуюся вокруг Солнца по общей орбите. Катастрофа Фаэтона привела к перемещению Марса и Луны, в ходе которого Луна потеряла всю атмосферу, а затем была захвачена Землёй, пройдя в опасной близости от неё. Данная гипотеза в той или степени присутствовала в нескольких романах писателя и почти в двадцати его статьях. Журналист, популяризатор науки Антон Первушин откровенно называл переусложнённую конструкцию Казанцева — Зигеля «странной». Роман был вписан в большой ряд паранаучных теорий Казанцева, которые были популярны в среде интеллигенции и существенно повлияли на развитие советской организации науки. По мнению В. Комиссарова, в области изучения Тунгусского метеорита вклад Казанцева был позитивным, а не негативным, что являлось единственным в своём роде примером.
Трилогия публиковалась в литературном приложении к журналу «Вокруг света» — «Искателе» с рисунками Ю. Макарова. Отдельное книжное издание вышло в 1974 году в серии «Библиотека приключений и научной фантастики» также с иллюстрациями Ю. Макарова. В дальнейшем роман многократно переиздавался, включался в собрания сочинений А. Казанцева, был целиком переведён на литовский, чешский и грузинский языки, а первая часть в 1980-е годы была выпущена московским издательством «Радуга» на французском и английском языках. Выпуск немецкого перевода (его название отсылало к роману «На двух планетах») был приурочен к антиядерной кампании в ФРГ. А. Первушин утверждал, что роман «пользовался большой популярностью среди подростков позднего СССР». На острове Диксон возник клуб любителей фантастики «Фаэты», а в Пензе — «Фаэтон».
В начале 2000-х годов А. Казанцев вернулся к воспоминаниям о создании первой части «Фаэтов» в автобиографическом романе «Фантаст». По собственным словам, он работал над первой частью в Абрамцево «под сенью вековых деревьев… правя главы о трагической любви космических Ромео и Джульетты, разделённых уже не родовой ненавистью Монтекки и Капулетти, а межконтинентальным конфликтом раздираемых „безумием разума“ обитателей обречённой Фаэны».

## Литературные особенности
Политолог Ю. С. Черняховская отмечала, что литературное творчество А. П. Казанцева чрезвычайно слабо изучено — например, ему не посвящено ни одного специального диссертационного исследования. Мало представлены тексты Казанцева и в творчестве критиков-фантастоведов как советского, так и постсоветского периода. В лучшем случае его фамилия упоминается в ряду типичных писателей-фантастов и утопистов «оттепельной» и «застойной» эпох. Соответственно, крайне фрагментарно и критическое освещение творчества Казанцева. Отчасти это объяснялось его ортодоксальными марксистско-ленинскими взглядами, позволявшими бороться с литературными конкурентами, а также нескрываемыми симпатиями к псевдоисторическим фантазиям и близостью к так называемой «Школе Ефремова» в издательстве «Молодая гвардия». Сама Ю. Черняховская выделяла в советской фантастике три художественно-философских течения «научно-технического романтизма», знаковыми представителями которых являлись братья Стругацкие (социально-политический сциентизм), А. П. Казанцев (гуманистический технократизм), И. А. Ефремов (антропологический оптимизм).

### Прижизненная критика
Филолог и библиограф И. В. Семибратова в рецензии на книжное издание 1974 года вынесла на первое место слова Ф. Жолио-Кюри о недопустимости траты интеллектуальных усилий человечества на самоуничтожение. Рецензент отметила, что роман одновременно обращён к прошлому и будущему, сочетает элементы утопии и романа-предупреждения. Писатель поместил в каждой из частей трилогии отдельный вариант развития разумного и высокоорганизованного общества, каждое из которых овладело ядерной энергией. Безумные правители Фаэны сожгли свой мир в «войне распада», премудрые потомки фаэтов на Маре-Марсе задавлены своим Учением страха, и лишь на Земле удалось построить подлинное общество справедливости и гармонии, которое смогло превратить пустыни Марса в цветущие сады. Рассматривая литературные особенности текста, И. Семибратова подчёркивает, что тема инопланетного вмешательства в дела минувших цивилизаций Земли постоянно сопровождает творчество А. Казанцева. Для её раскрытия он своеобразно использовал библейские предания, мифологию народов Южной Америки, Индии, Японии, Месопотамии. Первые фаэты на Земле — Аве и Мада, то есть Адам и Ева, дети правителей своего родного мира, вынужденные навсегда остаться среди человекообразных обезьян; так писатель очень своеобразно истолковал миф об изгнании из рая. Инко Тихий прямо отождествляется с Кецалькоатлем и Кон-Тики древней Америки, причём здесь писатель дал волю своему воображению, дополнив древние мифы собственными «гипотетическими фантазиями». Сквозь вторую и третью части пронесена линия любви Инко Тихого и Эры Луа, которая плавно переходит к их переносу в мир светлого будущего, где сбылись даже те планы, которые казались никогда не осуществимыми. В этом критик находила «высокий пафос и веру писателя в торжество коммунистических идеалов». Писатель Василий Захарченко в предисловии к собранию сочинений Казанцева 1977 года относил первую часть трилогии к жанру политической сатиры с присущим ему гротескным изображением персонажей. Изображение коммунистической Земли в третьей части характеризовалось как «масштабное, красочное» и отмеченное «глубокой философской широтой».
Фантастовед Роман Арбитман отдельно остановился на использовании Казанцевым фантастических имён. Писатель действовал «вполне в духе классицизма»: недостойные жители планеты Фаэтон получали имена Мрак, Хром, Куций, а талантливые, порядочные — Ум, Добр, Выдум и тому подобные. «Открытый текст в таких произведениях вытеснял подтекст, фантастика превращалась в непритязательную игру».
Литературовед-эмигрант Леонид Геллер называл Казанцева «типичным советским утопистом», темы и ситуации в романах которого были стереотипными ещё в 1950-е годы, и критиковал его излюбленную идею о палеоконтакте с позиций научной эпистемологии. Дело в том, что материалистическая теория появления человека предусматривает модель сознания как сложного самопрограммируемого и самонастраиваемого устройства, автомата. Самым сложным является вопрос о возникновении мышления, поскольку «программируется» этот автомат извне. Гипотеза о внеземном происхождении человечества Казанцева ничего не решает и не объясняет, ибо отодвигает решение данного вопроса.
Швейцарский славист Петер Бранг в исследовании культурного феномена вегетарианства в России обратил внимание на данный мотив в романе «Фаэты». Древний марсианин Инко Тихий в свою первую трапезу на коммунистической Земле (и вообще за много тысяч лет) «умоляет понять, что марсиане не едят трупов». Этот же фрагмент цитировал современный левый политический активист Матиас Руде.

### Роман в восприятии Ю. Черняховской
Ю. Черняховская в своём докторском исследовании попыталась доказать, что вслед за И. Ефремовым Александр Казанцев в 1960-е годы пришёл к вопросу о метакультуре, без объединения человечества в которой научно-технический прогресс обратится в свою противоположность и обернётся глобальным разрушением. Использование концепции «праматери мировой культуры» служило в романе Казанцева для обоснования принципиальной способности человечества к формированию метакультуры и, следовательно, позволяло утверждать, что в будущем люди способны преодолеть угрозу тотальной войны. При этом фаэтонская протокультура, описанная в романе, не является идеальным обществом, напротив, она расколота на два лагеря и балансирует на грани войны. Однако именно в первой части трилогии Казанцев вводит архетипы, наделяя персонажей чертами античных героев и говорящими именами. Так, имя «Мада» на фаэтском языке означает «влюбляющаяся». Аве и Мада представлены нарождающимся поколением, лишённым предрассудков прошлого, но образы их динамичны. По мере развития сюжета происходит трансформация наивного идеала молодости главных героев в более умеренный и сложный идеал зрелости. Однако роль спасителя культуры А. Казанцев отвёл учёному-гуманисту, который наделён стандартным набором черт, свойственным литературе середины XX века. Ум Сат только накануне гибели мира отступил от идеалов технократии и осознал, что ничего не понимает в законах общественного развития. Если Ум Сат и его ученик Аве, покидая Фаэну, озабочены взваленной на них ответственностью за будущее целого мира, за то, как будут фаэты жить на Земле и Марсе, то Мадой движут исключительно личные эмоции.
По мнению Ю. Черняховской, экипаж космолёта «Поиск» реализует три группы ценностей технократизма: гуманистического, революционного и лирико-романтического, реализуемого через идеалы учёного, воина-защитника и матери, воспринимающей страдания человечества через себя, как страдания своих близких. Поскольку в обстановке катастрофы этическая позиция индивидуализма нежизнеспособна, автор убивает её носителя Смела Вена ещё до начала основных событий. Интереснее, с позиции исследовательницы, ситуация на базе «Деймо», экипаж которой состоит из трёх супружеских пар. Инженер Тихо Вег мечтает после возвращения стать владельцем собственных мастерских, его супруга-астроном Ала Вег, напротив, тяготится жизнью на Фаэне. Её соперница Нега Лутон «незаконно» заняла место врача, а муж Неги — начальник станции Мрак Лутон — характеризуется как «самодур». Все они длиннолицые; круглоголовых представляют повариха Лада Луа и её муж — техник Брат Луа. Здесь представлен полный набор ценностей общества потребления, лишённого онтологического идеала. Типажи здесь таковы: Ала — «потребитель-интеллигент»; Тихо — «равнодушный потребитель»; Нега — «потребитель-халтурщик»; Мрак — «амбициозный конформист», лишённый моральных ограничений; и труженики Луа, обслуживающие всех.
Известия о гибели всей планеты в первую очередь вызывают дискуссию о допустимости и необходимости сохранения цивилизационного наследия Фаэны. Гор Зем обвинил в катастрофе технику как таковую, тогда как Аве Мар настаивал на сохранении технической цивилизации; Мада Юпи поддерживает его с позиций разумного гуманизма. Ум Сат и Тони Фаэ к этому моменту не способны к активной деятельности, поскольку учёный погрузился в саморефлексию относительно совершённых ошибок, а технократ-поэт страдал от несчастной любви и даже думал о самоубийстве. Объединившись, они заново основали цивилизацию как на Земле, так и на Марсе. Причина в том, что все они учёные, стоящие на стороне технократии, общих ценностных основаниях — науки и мира во всём мире. При этом никто из героев не имеет глобального проекта, который может объединить всех. «Никто не знает, что следует строить теперь, в условиях, когда мир прошлого уничтожен». Однако, по мнению Ю. Черняховской, автор успешно лавирует между противоречивыми позициями, утверждая, что, во-первых, достижения прошлого необходимо сохранять; во-вторых, прошлым нельзя жертвовать во имя утилитарных нужд, ставя табу в определённых ситуациях. В романной конструкции будущее не за рефлексирующим интеллигентом Умом Сатом и не за техническим романтизмом Тони Фаэ. Лишь Аве Мар соединил технократизм с революционным накалом, равного которому не было в прошлом мире, и лишь этот накал позволил выстоять и двигаться вперёд. Женская мудрость Мады Юпи — достойная поддержка такому лидеру. Ю. Черняховская замечала, что, в сущности, такое решение конфликта представляет собой отступление от свойственного Казанцеву научно-технического романтизма и технократии вообще (сохранять те достижения погибшей культуры, которые вообще можно сохранить, а не штурмовать новые бастионы ценой гибели), едва ли совпадавшее с общественными трендами, продвигаемыми советской властью. Более того, Казанцев декларирует распад единого течения технократизма, который сам по себе не способен предложить глобального проекта человеческого будущего. Неудачи Инко Тихого во второй части трилогии демонстрируют бесперспективность абсолютной гуманизации общества, так же как в третьей части мариане-вырожденцы иллюстрируют бесплодность нивелирования технократизма.

## Издания

### Журнальные публикации
- Казанцев А. Фаэты (роман) // Морской флот. — 1972. — № 9. — С. 72—76. — Главы третьей части «Светопреставление» второй книги «Сыны Солнца».
- Казанцев А. Фаэты (роман) // Морской флот. — 1972. — № 10. — С. 71—73. — Илл. Ю. Макарова.
- Казанцев А. Фаэты (роман) // Морской флот. — 1972. — № 11. — С. 72—74. — Илл. Ю. Макарова.
- Казанцев А. Фаэты (роман) // Морской флот. — 1972. — № 12. — С. 71—73, 76. — Илл. Ю. Макарова.
- Казанцев А. Фаэты. Сыны Солнца // Искатель. — 1972. — № 4. — С. 2—70. — Илл. Ю. Макарова.
- Казанцев А. Фаэты. Сыны Солнца (окончание) // Искатель. — 1972. — № 4. — С. 31—90. — Илл. Ю. Макарова.
- Казанцев А. Фаэты. Братья // Искатель. — 1973. — № 2. — С. 66—114. — Илл. Ю. Макарова.
- Казанцев А. Фаэты. Братья (окончание научно-фантастического романа) // Искатель. — 1973. — № 3. — С. 87—128. — Илл. Ю. Макарова.

### Книжные издания
- Казанцев А. П. Фаэты : Фантаст. роман : В 3 кн. : [Для сред. и ст. возраста] / Рис. Ю. Макарова. — М. : Дет. лит., 1974. — 464 с. — (Б-ка приключений и научной фантастики).
- Казанцев А. П. Собрание сочинений : В 3 т. / Худож. Ю. Макаров. — М. : Мол. гвардия, 1978. — Т. 3: Планета бурь : Науч.-фантаст. повесть. Фаэты : Фантаст. роман в 3 кн. — С. 148—620. — 623 с.
- Казанцев А. П. Фаэты : [Роман]; Рассказы о необыкновенном : [Для детей] / Рис. Ю. Макарова. — М. : Дет. лит., 1985. — 559 с. — (Б-ка приключений и науч. фантаст.).
- Казанцев А. П. Собрание сочинений : [Для сред. и ст. шк. возраста] / Авт. вступ. ст. И. В. Семибратова; Худож. Ю. Г. Макаров. — М. : Дет. лит., 1989. — Т. 1: Фаэты : Фантаст. роман. — 494 с. — ISBN 5-08-001356-7.
- Казанцев А. П. Фаэты : Фантаст. роман. — М. : Торгово-изд. об-ние «Центрполиграф», 1997. — 516 с. — (Классическая библиотека приключений и научной фантастики). — ISBN 5-218-00337-9.
- Казанцев А. П. Сочинения : В 3 т.. — М. : ТЕРРА — Кн. клуб, 2001. — Т. 3: Фаэты : Фантаст. роман в трёх кн.. — 397 с. — (Большая библиотека приключений и научной фантастики). — ISBN 5-300-02778-2.
- Казанцев А. П. Фаэты. — СПб. : Амфора, 2010. — 446 с. — (Коллекция приключений и фантастики). — ISBN 978-5-367-01310-8.
- Казанцев А. П. Фаэты. — СПб. : Амфора, 2015. — 446 с. — (Русская фантастика). — ISBN 978-5-367-03801-9.
- Казанцев А. П. Фаэты; Гость из космоса / Илл. на обложке и внутренние иллюстрации Ю. Макарова. — М. : Престиж Бук, 2018. — 656 с. — (Ретро библиотека приключений и научной фантастики). — Фаэты (роман). С. 5—546. — ISBN 978-5-371-00670-7.

### Переводы
- Kazancevas A. Fajetai: Fantastinis romanas :  [лит.] / Vertėjas: Petras Keidošius. — Vilnius : Vaga, 1980. — 431 с. — (Zenitas).
- Казанцев А. Фаэты : Фантаст. роман :  [груз.] / Пер. Н. Джолохава. — Тбилиси : Накадули, 1982. — 503 с. — (Соврем. фантаст.).
- Kazancev A. Auf drei Planeten : Science-fiction-Roman; Faėty (dt.) :  [нем.] / Dt. Übers. von Winfried Petr. — München : Heyne, 1983. — 540 S. — (Heyne-Bücher / 06, Nr. 4010). — ISBN 3-453-30947-2.
- Kazancev A. Zánik Faeny :  [чеш.] / Překlad: Jaroslav Piskáček. — Praha : Lidové nakladatelství, 1987. — 416 p. — (Sci-fi. Lidová knihovna, zv. 86). — Autor obálky: Oldřich Pošmurný.
- Kazantsev Alexandre. Phaéna, l'effondrement d'un monde :  [фр.] / Traduit par Evguéni Avrorine avec la collaboration de Jean-Pierre Dussaussais; Présentation de Ekatérina Koudriavtséva. — Moscou : Editions Radouga, 1987. — 224 p. — (Aventure et Science-Fiction). — ISBN 5-05-001472-7.
- Kazantsev A. The Destruction of Faena :  [англ.] / Translated by Alex Miller. — Moscow : Raduga Publishers, 1989. — 278 p. — (Adventure & Fantasy). — ISBN 5-05-002467-6.